# Triumph Model 5-serie
De Triumph Model 5-serie was een serie 500- en 550cc-motorfietsen die het Britse merk Triumph produceerde van 1934 tot 1940.

## Voorgeschiedenis
Sinds het plotseling overlijden van Charles Hathaway in 1915 had Triumph geen echte motorontwerper meer gehad. Mede-oprichter Mauritz Johann Schulte deed nog wat ontwerpwerk, maar hij vertrok in 1919 na onenigheid met Siegfried Bettmann. Harry Ricardo en Frank Halford hielpen bij de ontwikkeling van de Triumph Ricardo, maar veel modellen werden bedacht door ingenieurs van de Triumph-autoafdeling. Het Triumph Model LS, ontworpen door auto-constructeur Frank Parnell, flopte omdat de ergonomische verhoudingen niet klopten. Daarna hield Arthur Sykes zich vaak bezig met de motorfietsontwerpen. Sykes was ook verantwoordelijk voor de modellen van 1931, maar maakte een paar ontwerpfouten. Minder belangrijk was zijn "Triumph Patent Clean Bar" met in het stuur verborgen kabels, die voor een modern uiterlijk zorgden, maar die bij kabelbreuk moeilijk te repareren waren. Hij bouwde het oliereservoir aan de voorkant van het carter, maar de bijbehorende oliepomp bleef problemen veroorzaken. Zijn laatste 500cc- en 550cc-modellen waren de Triumph Silent Scouts, die hun naam dankten aan het ingesloten en daardoor stillere kleppenmechanisme. Zij kwamen in 1931 op de markt.

### Val Page
Pas in 1932 kwam er weer een echte motorconstructeur, Valentine "Val" Page, die bij Ariel onder eigenaar Jack Sangster had samengewerkt met Edward Turner en leermeester was van Bert Hopwood, maar die ook al de zware JAP-V-twins voor de Brough Superiors had ontworpen. Val Page maakte korte metten met de slopers, die uit de mode begonnen te raken. In 1934 introduceerde hij een groot scala van modellen van 250- tot 650 cc. Hij gaf zijn modellen wel tamelijk onbegrijpelijke modelnamen:
- Model 2/1: 250cc-eencilinderkopklepper
- Model 2/5: 250cc-eencilinderkopklepper
- Model 3/1: 350cc-eencilinderzijklepper
- Model 3/2: 350cc-eencilinderkopklepper
- Model 3/5: 350cc-eencilinderkopklepper
- Model 5/1: 550cc-eencilinderzijklepper
- Model 5/2: 500cc-eencilinderkopklepper
- Model 5/3: 500cc-eencilinderkopklepper
- Model 5/4 De Luxe: 500cc-eencilinderkopklepper
- Model 5/5: 500cc-eencilinderkopklepper
- Model 6/1: 650cc-tweecilinderkopklepper

Technisch waren zijn modellen zeer goed, maar Page was meer constructeur dan ontwerper en uiterlijk waren ze niet erg aansprekend. Dat veranderde pas toen Jack Sangster de motorfietsproductie van Triumph in 1936 kocht en Bert Hopwood en Edward Turner meebracht.

## Triumph Modellen 5/2 en 5/4 De Luxe
| Het Model 5/2 was het basis-toermodel van deze serie. |
| De rechterkant van de kopklepper van Val Page, met de stoterstangen, de aandrijving van de magdyno, de olietank en de versnellingsbak met kickstarter en schakelhefboom. |
| De linkerkant van het blok met het distributiecarter met een uitstulping voor de transmissiedemper, het rempedaal en de magdyno.                                         |

Het Model 5/2 was het basismodel van de Model 5-serie. Ten opzichte van de Silent Scouts bracht Page flink wat wijzigingen aan. Het open brugframe werd vervangen door een dubbel wiegframe, het kleppenmechanisme werd geheel ingesloten zodat het kon worden opgenomen in het smeersysteem en geen handmatige smering meer nodig had, de cilinder stond weer gewoon rechtop. De voorvork kreeg behalve de stuurdemper nu ook een frictie-schokdemper. Het oliecompartiment in het carter met de problematische oliepomp werd vervangen door een 2,3 liter olietank onder het zadel. Daarvoor moest het kastje met boordgereedschap plaats maken. Dat werd vervangen door een driehoekig kastje rechts aan het achterspatbord. De machine kreeg een dubbele (Two Port of Twin Port)-uitlaatpoort en dus ook twee uitlaten. Technisch had dat geen voordelen, maar de achterkant van de motorfiets zag er met twee uitlaten wel symmetrisch uit. Het Model 5/4 De Luxe had waarschijnlijk meer chroom, maar andere verschillen zijn niet bekend. 

### Motor
De motor was een dwarsgeplaatste, luchtgekoelde staande eencilinder kopklepmotor. De stoterstangen zaten aan de rechterkant, waar ook de tandwieltrein zat voor de aandrijving van de Lucas-magdyno. De carburateur werd geleverd door Amal. De machine had een dry-sump-smeersysteem waarvan de olietank onder het zadel zat. De boring bedroeg 84 mm, de slag 89 mm en de cilinderinhoud 493,2 cc. Dat waren dezelfde maten als bij de Scout B en BS. De compressieverhouding was 6:1.

### Transmissie
Op het linker uiteinde van de krukas zat een schroefveer-transmissiedemper en het tandwiel van de primaire ketting, die in een oliebad draaide. De meervoudige natte plaatkoppeling dreef de handgeschakelde vierversnellingsbak met kickstarter aan. Het achterwiel werd door een ketting aangedreven.

### Rijwielgedeelte
De machines kregen een dubbel wiegframe met een girder-voorvork met frictiedempers, zowel als schokdemper en als stuurdemper. Voor en achter zaten 7 inch-trommelremmen. 

## Triumph Model 5/5 (Mark 5)
Het Model 5/5, dat ook wel Triumph Mark 5 werd genoemd, was het topmodel uit de Model 5-serie van Val Page. De /5-modellen (er was ook een 350cc-Model 3/5) kregen "hetere" nokkenassen, hogere compressie-zuigers , gepolijste in- en uitlaatpoorten en voetschakeling. Het Model 5/5 kreeg ook een 8 inch-trommelrem in het voorwiel, twee upswept pipes (als optie) en kniestukken op de tank en veel meer chroom. Op de tank zat ook het instrumentenpaneel met ampèremeter, contactschakelaar, lichtschakelaar en dimlichtschakelaar. 

## Triumph Model 5/10 (Mark 10)
Het Model 5/10 (of Mark 10) was een echte wegracer, maar omdat het voor het publiek te koop was, betrof het een clubmanracer, die voor amateurcoureurs beschikbaar was. Naast de aanpassingen die het Model 5/5 al had, was er vooral gewerkt aan gewichtsbesparing: een aantal motoronderdelen waren lichter geconstrueerd, er was geen verlichting en de machine kon met of zonder kickstarter geleverd worden, omdat bij races toch altijd een duwstart werd toegepast. Er werd veel aluminium toegepast, maar de kettingkast van de primaire transmissie was zelfs van het dure elektron gemaakt. 

## Triumph Modellen 5/1 en 5/3
De Modellen 5/1 en 5/3 waren de enige zijkleppers die Val Page voor Triumph ontwierp. Omdat ze bedoeld waren als zijspantrekker, hadden ze een grotere cilinderinhoud van 548,6 cc. Dat werd bereikt door de slag te vergroten van 89 naar 99 mm. De kleppen zaten waar bij de kopkleppers de stoterstangen zaten, maar ze waren afgedekt door een metalen plaatje. Verder was de opbouw niet anders. Het Model 5/3 was waarschijnlijk net als het Model 5/4 De Luxe voorzien van wat meer chroom, maar details zijn niet bekend. 

### Edward Turner en Bert Hopwood
Na 1935 verdwenen de modellen 5/3 en 5/4 al, maar in 1936 besloot directeur Claude Holbrook om de rijwiel- en motorfietstak van Triumph te verkopen aan de eigenaar van Ariel, Jack Sangster, voor 50.000 pond. Sangster benoemde Edward Turner tot directeur en Bert Hopwood werd zijn assistent. Beiden waren motorconstructeurs en Val Page vertrok naar BSA. Turner en Hopwood brachten in 1937 de Triumph Tiger-serie uit in drie versies: 250-, 350- en 500 cc. In 1937 gingen alle modellen van Page uit productie en de nieuwe modellen kregen allemaal de toevoeging "De Luxe". Een cijfer duidde de cilinderinhoud aan en daarachter volgde een letter voor de kop- of zijkleppers. Zo was de Triumph De Luxe 2 H een 250cc-model met overHead valves (kopkleppen) en de Triumph De Luxe 3 S een 350cc-model met Side valves (zijkleppen).

## Triumph De Luxe 5 H
De Triumph De Luxe 5 H was dus een 500cc-kopklepper die niet heel veel verschilde van het Model 5/5, hoewel de machine weer een enkele uitlaatpoort kreeg. Het was eigenlijk een tammere versie van de Triumph Tiger 90, met een lagere compressieverhouding en iets minder vermogen. Het had ook een instrumentenpaneel op de tank en het grootste uiterlijke verschil met het Model 5/5 was het kastje voor het boordgereedschap, dat niet meer aan de bovenkant van het achterspatbord zat, maar lager, tussen de buizen van het achterframe. De boring en slag waren ongewijzigd en de machine had nog steeds een magdyno voor de ontsteking maar ook al voetschakeling.

## Triumph De Luxe 5 S en 5SE
Hoewel de De Luxe 5 S pas in 1939 op de markt kwam, was het verschijnen van een dergelijke 500cc-zijklepper niet onlogisch. Vooral zijspanrijders gaven de voorkeur aan de zijklepper en bovendien was het een tegenhanger voor de M20 Tourer die Val Page voor BSA ontworpen had. Maar ook andere merken concurreerden met 500cc-zijkleppers, zoals AJS met het Model 39/9 en Matchless met het Model 39/G5. De kleppen zaten op de plaats waar bij de kopkleppers de stoterstangen zaten. De cilinderkop was veel compacter door het ontbreken van een kleppenmechanisme en daardoor leek het motorblok wat klein voor zijn frame. Verder deed de machine zijn toevoeging "De Luxe" eer aan door de elektrische verlichting, het gebruikte chroom en het instrumentenpaneel op de tank. Dat was bij de Triumph 5SE wel anders. De "E" stond voor "Export only". Met die export werd niet zozeer het Europese vasteland bedoeld, maar de Australische schapenboeren, die een goedkope farm bike wel konden gebruiken, zeker voor het bedrag van 39 pond, terwijl een De Luxe 5 S 59 pond kostte. Alle luxe was bij deze "werkpaarden" dan ook weggelaten en ze was helemaal zwart gespoten. In 1940 werd de Triumph 5SE ook op de Britse binnenlandse markt uitgebracht. 

## Triumph 5SW
Toen de Tweede Wereldoorlog uitbrak, ontstond er een concurrentiestrijd tussen de Britse motorfietsfabrikanten voor de levering van militaire motorfietsen. Dat werd nog erger toen de Britten in 1940 bij de evacuatieoperatie Dynamo al hun materieel achter moesten laten. Dat moest zo snel mogelijk vervangen worden. Associated Motor Cycles, een samenwerkingsverband van AJS, Matchless en Sunbeam, had al in 1939 de 350cc-Matchless WG3/L geleverd, maar de G3/L met teledraulic-telescoopvork was een sterke opvolger. BSA leverde de 250cc-W-C11, de 350cc-W-B30 en de 500cc-W-M20. Triumph ontwikkelde niet minder dan vier modellen: de 350cc-eencilinderzijklepper Triumph 3 SW, de 350cc-eencilinderkopklepper Triumph 3 HW, de 350cc-tweecilinderkopklepper Triumph 3TW en de 500cc-eencilinderzijklepper Triumph 5SW. De letter "W" stond voor War Department. De Triumph 5SW was eigenlijk al grotendeels klaar, want de 5SE voldeed al aan bijna alle eisen, afgezien van de zwarte kleur en wat chroom op de uitlaat. Van de 5SW werden 1.488 exemplaren voor de thuismarkt en 518 stuks voor de export gebouwd, maar mogelijk werden ze nooit uitgeleverd. Bij het bombardement op Coventry op 14 november 1940 ging de fabriek aan Priory Street vrijwel geheel verloren, inclusief een groot deel van de motorfietsen die op levering stonden te wachten. Een deel van de productiemachines bleef gespaard en Triumph opende in 1942 een nieuwe fabriek in Meriden, maar het War Department kon daar niet op wachten. Het kocht 80.000 exemplaren van de 350cc-Matchless G3/L en 125.000 500cc-BSA W-M20's.

## Technische gegevens
| Triumph Model          | 5/2                                 | 5/4 De Luxe                         | 5/5                                 | 5/10                                | De Luxe 5 H                         | De Luxe 5 S                         | 5SE                                 | 5SW                                 |                                     | 5/1                                 | 5/3 |
| ---------------------- | ----------------------------------- | ----------------------------------- | ----------------------------------- | ----------------------------------- | ----------------------------------- | ----------------------------------- | ----------------------------------- | ----------------------------------- | ----------------------------------- | ----------------------------------- | --- |
| Periode                | 1934-1936                           | 1934-1935                           | 1934-1936                           | 1935-1936                           | 1937-1940                           | 1939                                | 1939-1940                           | 1940                                | 1934-1936                           | 1934-1935                           |     |
| Categorie              | Toer                                | Toer                                | Sport                               | Clubmanracer                        | Sport                               | Toer/zijspantrekker                 | Farm bike                           | Militair                            | Toer/zijspantrekker                 | Toer/zijspantrekker                 |     |
| Motortype              | Kopklepmotor                        | Kopklepmotor                        | Kopklepmotor                        | Kopklepmotor                        | Kopklepmotor                        | Zijklepmotor                        | Zijklepmotor                        | Zijklepmotor                        | Zijklepmotor                        | Zijklepmotor                        |     |
| Bouwwijze              | Dwarsgeplaatste staande eencilinder | Dwarsgeplaatste staande eencilinder | Dwarsgeplaatste staande eencilinder | Dwarsgeplaatste staande eencilinder | Dwarsgeplaatste staande eencilinder | Dwarsgeplaatste staande eencilinder | Dwarsgeplaatste staande eencilinder | Dwarsgeplaatste staande eencilinder | Dwarsgeplaatste staande eencilinder | Dwarsgeplaatste staande eencilinder |     |
| Koeling                | Lucht                               | Lucht                               | Lucht                               | Lucht                               | Lucht                               | Lucht                               | Lucht                               | Lucht                               | Lucht                               | Lucht                               |     |
| Boring                 | 84 mm                               | 84 mm                               | 84 mm                               | 84 mm                               | 84 mm                               | 84 mm                               | 84 mm                               | 84 mm                               | 84 mm                               | 84 mm                               |     |
| Slag                   | 89 mm                               | 89 mm                               | 89 mm                               | 89 mm                               | 89 mm                               | 89 mm                               | 89 mm                               | 89 mm                               | 99 mm                               | 99 mm                               |     |
| Cilinderinhoud         | 493,2 cc                            | 493,2 cc                            | 493,2 cc                            | 493,2 cc                            | 493,2 cc                            | 493,2 cc                            | 493,2 cc                            | 493,2 cc                            | 548,6 cc                            | 548,6 cc                            |     |
| Carburateur(s)         | Amal                                | Amal                                | Amal                                | Amal                                | Amal                                | Amal                                | Amal                                | Amal                                | Amal                                | Amal                                |     |
| Ontsteking             | Magdyno                             | Magdyno                             | Magdyno                             | Magdyno                             | Magdyno                             | Magdyno                             | Magdyno                             | Magdyno                             | Magdyno                             | Magdyno                             |     |
| Smeersysteem           | Dry-sump                            | Dry-sump                            | Dry-sump                            | Dry-sump                            | Dry-sump                            | Dry-sump                            | Dry-sump                            | Dry-sump                            | Dry-sump                            | Dry-sump                            |     |
| Compressieverhouding   | 6:1                                 | 6:1                                 | 6:1                                 | Onbekend                            | 6:1                                 | Onbekend                            | Onbekend                            | Onbekend                            | Onbekend                            | Onbekend                            |     |
| Max. vermogen          | 20 pk bij 5.000 tpm                 | 20 pk bij 5.000 tpm                 | 20 pk bij 5.000 tpm                 | Onbekend                            | 23 pk bij 5.000 tpm                 | Onbekend                            | Onbekend                            | Onbekend                            | Onbekend                            | Onbekend                            |     |
| Topsnelheid            | 129 km/uur                          | 129 km/uur                          | 129 km/uur                          | Onbekend                            | Onbekend                            | Onbekend                            | Onbekend                            | Onbekend                            | Onbekend                            | Onbekend                            |     |
| Primaire aandrijving   | Ketting                             | Ketting                             | Ketting                             | Ketting                             | Ketting                             | Ketting                             | Ketting                             | Ketting                             | Ketting                             | Ketting                             |     |
| Koppeling              | Meervoudige natte plaat             | Meervoudige natte plaat             | Meervoudige natte plaat             | Meervoudige natte plaat             | Meervoudige natte plaat             | Meervoudige natte plaat             | Meervoudige natte plaat             | Meervoudige natte plaat             | Meervoudige natte plaat             | Meervoudige natte plaat             |     |
| Versnellingen          | 4                                   | 4                                   | 4                                   | 4                                   | 4                                   | 4                                   | 4                                   | 4                                   | 4                                   | 4                                   |     |
| Secundaire aandrijving | Ketting                             | Ketting                             | Ketting                             | Ketting                             | Ketting                             | Ketting                             | Ketting                             | Ketting                             | Ketting                             | Ketting                             |     |
| Rijwielgedeelte        | Dubbel wiegframe                    | Dubbel wiegframe                    | Dubbel wiegframe                    | Dubbel wiegframe                    | Dubbel wiegframe                    | Dubbel wiegframe                    | Dubbel wiegframe                    | Dubbel wiegframe                    | Dubbel wiegframe                    | Dubbel wiegframe                    |     |
| Voorvork               | Girder                              | Girder                              | Girder                              | Girder                              | Girder                              | Girder                              | Girder                              | Girder                              | Girder                              | Girder                              |     |
| Achtervork             | Star                                | Star                                | Star                                | Star                                | Star                                | Star                                | Star                                | Star                                | Star                                | Star                                |     |
| Remmen                 | Trommelremmen                       | Trommelremmen                       | Trommelremmen                       | Trommelremmen                       | Trommelremmen                       | Trommelremmen                       | Trommelremmen                       | Trommelremmen                       | Trommelremmen                       | Trommelremmen                       |     |
| Tankinhoud             | 12,5 liter                          | 12,5 liter                          | 12,5 liter                          | 13,6 liter                          | 15,9 liter                          | 15,9 liter                          | 15,9 liter                          | 14,2 liter                          | 12,5 liter                          | 12,5 liter                          |     |
| Droog gewicht          | 164 kg                              | 164 kg                              | 164 kg                              | Onbekend                            | 165,5 kg                            | Onbekend                            | Onbekend                            | 145 kg                              | Onbekend                            | Onbekend                            |     |